# Дебаты Кассирера и Хайдеггера

Эрнст Кассирер (слева) и Мартин Хайдеггер. Давос, весна 1929 года.
Фото Йоахима Риттера

Дебаты Кассирера и Хайдеггера (Давосский диспут или Дебаты в Давосе, нем. «Arbeitsgemeinschaft Cassirer — Heidegger») — это известный в истории современной философии диалог, состоявшийся 26 марта 1929 года между семиотиком и философом культуры Эрнстом Кассирером и философом бытия Мартином Хайдеггером по случаю 2-х Давосских университетских курсов (с 17 марта по 6 апреля) в отеле Belvédère в Давосе. Формально темой симпозиума был кантовский вопрос «Что такое человек?», но в ходе подготовки к симпозиуму стало ясно, что там встретятся представители не только двух поколений, но и двух философских мировоззрений и потому содержание дебатов предполагается шире заявленной темы. Полемика часто воспринимается как отголосок традиции публичных дебатов философов схоластического периода.
Эти дебаты привлекли большое внимание в профессиональном сообществе, которое не спадало и в начале XXI века. Актуальность этого спора связана не только со столкновением философских позиций, но и с особыми историческими и социально-политическими обстоятельствами: перед самым началом Великой депрессии, в конце «ревущих двадцатых»; против еврея Кассирера, который скоро навсегда покинет нацистскую Германию, выступил Хайдеггер, католик и будущий член НСДАП.

## Предыстория
После поражения Германии в Первой мировой войне и ограничений, наложенных на немецких учёных в области международного сотрудничества, возникла идея объединить немецких и французских исследователей на нейтральной земле Швейцарии «в духе Локарно». До этого уже существовала идея создать университетские курсы для многих студентов-пациентов на климатическом курорте, на что Альберт Эйнштейн, основной докладчик на первых университетских курсах 1928 года, указал в своей лекции: «И все же умеренная интеллектуальная работа, как правило, не вредна для выздоровления, да даже косвенно полезна (…). Имея это в виду, были открыты университетские курсы, которые не только обеспечивают профессиональную подготовку, но и призваны стимулировать интеллектуальную активность». Здоровье, образование и международное взаимопонимание были общими заботами университетских дней, и Эйнштейн подтвердил ранний дух европейского сообщества: «Давайте не будем забывать, что эта идея отлично подходит для установления отношений между людьми разных национальностей, которые способствуют укреплению европейского чувства общности».
Во время этих первых университетских курсов в 1928 году между богословами Эрихом Пшиварой и Паулем Тиллихом состоялась оживлённая дискуссия о «понимании концепции благодати», в которой приняли участие и другие исследователи. «Характер и динамика этого обсуждения рассматривались как импульс к идее организации дискуссии между Хайдеггером и Кассирером в следующем году».

## Давос 1929 год

### Приглашённое общество 1929 года
Как и на университетских курсах 1928 года, в 1929 году на них также присутствовали первоклассные учёные и студенты, некоторые из которых стали светилами в своей области. Среди примерно сотни приглашённых участников были представители разных дисциплин из Германии, Франции, Италии и Швейцарии. В числе лекторов, помимо Хайдеггера и Кассирера, были профессор философии Сорбонны Леон Брюнсвик, цюрихский профессор филологии Эрнст Ховальд, философ и ректор Базельского университета Карл Йоэль, философ-лингвист Армандо Карлини из Пизы, читавший лекции по Бенедетто Кроче и итальянскому идеализму, франкфуртский профессор филологии Карл Рейнхардт и голландский филолог и философ Хендрик Поз. Среди студентов были социолог Норберт Элиас, философы Герберт Маркузе, Рудольф Карнап, Морис де Гандильяк и Йоахим Риттер, последний сфотографировал момент разговора между Кассирером и Хайдеггером и был одним из тех, кто вёл протокол; Эммануэль Левинас и Отто Фридрих Больнов карикатурно изобразили спорящих в финальном ревю. Помимо Риттера и Больнова, ученики Хайдеггера Герман Мёрхен и Хелен Вайс вели стенограммы частей спора. Философ Артур Штейн приехал из Берна и задал Хайдеггеру несколько вводных вопросов в начале дискуссии.

### Чтения до спора
В дни с 17 марта до дебатов 26 марта Кассирер и Хайдеггер читали лекции в Давосе, которые сформировали тематический фон для последующей дискуссии между ними.

#### Лекции Хайдеггера о Канте
Три лекции Хайдеггера в Давосе были призваны «доказать тезис: критика Кантом чистого разума является одним или первым явным основанием метафизики». Этим провокационным утверждением молодой лектор выступил против «традиционной интерпретации неокантианства», потому что Критика чистого разума «не является теорией научного познания — вообще никакой эпистемологией». Три лекции легли в основу первых трёх глав книги «Кант и проблема метафизики», опубликованной в 1929 году, в которую Хайдеггер после Давоса добавил четвёртую главу. Вместе с синопсисом лекций в Давосе, лекции Хайдеггера можно в значительной степени реконструировать, по крайней мере, с точки зрения содержания.

#### Лекции Кассирера о Хайдеггере

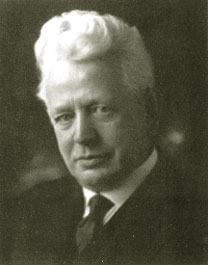
Эрнст Кассирер

За неделю до диспута, 19 марта 1929 года, Кассирер прочитал «Хайдеггеровские лекции», в которых затронул «проблему пространства, языка и смерти» у Хайдеггера. Лекции Кассирера в Давосе, как и диспут, были записаны студентами Германом Мёрхен и Хелен Вайс в виде синопсиса и опубликованы только в 2014 году. Сначала Кассирер рассматривал пространство как «прагматическое пространство» Хайдеггера, но вскоре обратился к мысли биолога Якоба Иоганна фон Икскюля (который, как и Кассирер, был профессором в Гамбурге), и объяснил пространство как «пространственное осознание» с помощью выделенных в своей философии символических форм понятий «пространство выражения, пространство репрезентации, пространство значения», и Хайдеггера больше не упоминал. В лекциях Кассирера о Хайдеггере стало очевидным различное использование терминов, которые должны были определить последнюю четверть спора, что должна была состояться на следующей неделе.
В случае «языковой проблемы» Кассирер сначала выделяет центральную для себя мысль из книги «Бытие и время» и цитирует её: «Чтобы могло быть познание как созерцательное определение наличного, требуется предшествующий дефицит озаботившейся необходимости-иметь-дело с миром. В воздержании от всякого изготовления, орудования и т. п. озабочение вкладывает себя в единственно теперь ему ещё остающийся модус бытия-в, во всего-лишь-пребывание при…» — но это «воздержание» от целенаправленного мышления, которое, по Хайдеггеру, ведёт к режиму «всего-лишь-пребывания при» (перевод В.B. Бибихина), простому «внятию наличного», должно быть признано «terminus a quo, в качестве отправной точки», которую Кассирер критикует как неполную: «Разве не уделяется недостаточно внимания конечной точке? Точнее: „Можем ли мы остановиться на этом начале?“ — или не является (…) ли шаг от „наличного“ к „внятому“ реальной проблемой»? Переход к возможности конституирования объекта остаётся у Хайдеггера неясным, при этом Кассирер в качестве такой возможности подразумевает язык: «Мы спрашиваем: что это за посредник, который ведёт от мира того, что всего-лишь под рукой, к миру того, что внято, от неопределённо „наличного“ к его действительному „определению“? И здесь этим медиумом мы называем мир символических форм. Но мы не можем здесь размышлять о всей совокупности этих форм — мы выбираем только одну существенную и решающую: мы рассматриваем мир языка».
Даже после обширного обсуждения Кассирером проблемы смерти в трудах Хайдеггера, вывод остаётся тем же: «Хайдеггер показал, как это состояние страха становится центральной точкой существования. Но опять же, это указывает только на начальную точку, terminus a quo, а не на конец ad quem. Не страх смерти как таковой, а преодоление этого страха (…) характерно для человеческого существования». В ходе диспута Хайдеггер прибегнет к данному аргументу и представит его с точностью до наоборот — как слабость Кассирера в отношении terminus a quo (см. ниже: Хайдеггер о непереводимой заброшенности).

### Диспутанты из разных миров
Сразу по прибытии в Давос, участники диспута предстали как настоящие противоположности. После первой из своих лекций Кассирер заболел гриппом и несколько дней пролежал в постели с высокой температурой. Хайдеггер любил природу, ходить на лыжах, и в Давосе его часто видели в лыжном костюме. Кассирер был представителем мира академического конформизма и традиционализма, Хайдеггер был носителем духа мятежного пробуждения и деконструкции. 54-летний Кассирер уже имел белоснежные волосы, а Хайдеггер, будучи моложе его на 15 лет, был худощавым и выглядел несколько неуклюжим, как сообщает его ученик Ханс-Георг Гадамер (который не был в Давосе): «Это противостояние было, конечно, гротескным с точки зрения внешнего наблюдателя. Светский мужчина рядом с крестьянским парнем. Хайдеггер — неуклюжий, застенчивый и при этом, как все застенчивые люди, немного напористый. Если им представляется случай самоутвердиться, то они перебарщивают. Кассирер, скорее всего, высказывал критику довольно мягко. А Хайдеггер, полагаю, гремел, как сам Юпитер».
Контрасты на разных уровнях можно продолжить. Кассирер был евреем из богатой семьи, Хайдеггер католиком скромного происхождения; Кассирер происходит с севера, Хайдеггер — с юга страны. Фамилия Кассирер, благодаря многим хорошо известным берлинским Кассирерам, ассоциировалась с большим городом, в то время как Хайдеггер не только происходил из сельской местности, но и отвергал жизнь в большом городе (Джон Майкл Кройс). «С одной стороны, личность, которую один из участников описывает как „олимпийскую“, продукт космополитического образования, городского и буржуазного происхождения, диалектически подготовленный, привыкший общаться с людьми, а с другой стороны, провинциальный, ещё молодой, однако уже известный, напуганный, упрямый и напряжённый человек, которого г-жа Кассирер сравнила с сыном фермера, которого насильно затащили внутрь замка» (Пьер Обенк).
Однако преувеличением было бы считать, что между диспутантами было какое-то противостояние. Первая дискуссия Кассирера и Хайдеггера состоялась примерно за пять лет до описываемых событий в Гамбурге, где тогда преподавал Кассирер. Эта встреча была упомянута Хайдеггером в книге «Бытие и время». Также Хайдеггер опубликовал рецензию на второй том Magnum opus Кассирера, а в Давосе он навестил больного оппонента и «сообщил ему о содержании тех лекций, на которых Кассирер не мог присутствовать, что было уместно для предстоящей дискуссии».

## Симпозиум

### Дискутирующие, протоколирующие, документация
Диспут между Кассирером и Хайдеггером проходил между 10 и 12 часами утра . Модератором дискуссии был голландский философ Хендрик Поз. Студенты, ставшие впоследствии профессорами философии, Иоахим Риттер (помощник Кассирера в Давосе) и Отто Больнов составляли протоколы, которые не всегда являются буквальными записями. О сомнениях в надёжности протоколов, которые вели сторонники Хайдеггера и сторонники Кассирера, биограф Кассирера Томас Мейер высказывался так: «Краткая версия протокола была составлена на месте из стенограмм. Имеется несколько его копий, в том числе с подписью Хайдеггера». Изначально копии краткой версии распространялись только в частном порядке, одна из них была опубликована в 1960 году Гвидо Шнеебергером. Полная версия протокола появилась лишь в 1973 году в третьем томе полного собрания сочинений Хайдеггера.
В тщательно отредактированном 17-м томе собрания сочинений Кассирера была опубликована «более подробная версия записей Мёрхена и Вайс», которая восходит к переработанному изданию вышеупомянутых протоколов Больнова и Риттера. В версиях Полного собрания сочинений Хайдеггера и сокращённого протокола, опубликованных Гвидо Шнеебергером в 1960 году, «вопросы Штейна и ответы Хайдеггера не были переданы». Артур Штейн (1888—1978), приехавший из Берна, в качестве преемника своего отца Людвига Штейна, некоторое время был редактором журнала «Архив истории философии». В версии Больнова и Риттера и в версии, опубликованной Шнеебергером, в ходе обсуждения рассматриваются «три вопроса Кассиреру», которые у Шнеебергера снабжены пометкой «(Stud. Phil. S)», то есть были заданы студентом философии, имя которого не может быть идентифицировано. В дополнение к двум участникам спора задокументированы также трое других людей, которые выступили в дискуссии с речами. Обмен мнениями между Хайдеггером и ветераном войны (см. Ниже), переданный Шнеебергером, не включён в стенограммы, протоколы и расшифровки стенограмм.

### Открытие
Уже в первом выступлении Кассирер обратился к лекциям Хайдеггера о Канте, прочитанным накануне, и это свидетельствовало о том, что диалог отойдёт от вопроса «Что такое человек?» и сконцентрируется на более конкретной теме, связанной с хайдегерровской интерпретацией Канта. Около 200 слушателей в переполненном конференц-зале гранд-отеля «Бельведер» стали свидетелями дискуссии о конечности бытия (Dasein), на которую обратил внимание Хайдеггер, и о возможности её преодоления.
В протоколах Больнова / Риттера и Вайс / Мёрхена версии начала диспута разнятся. Они не обязательно являются взаимоисключающими, они могут дополнять друг друга.
По одной версии, основываясь на лекциях Хайдеггера, критикующих неокантинство, Кассирер открыл спор вопросом о понимании этого термина, усомнившись в существовании неокантианцев вообще и добавив: «Кто же тот оппонент, к которому обратился Хайдеггер?». Хотя Кассирер с очевидной эмоциональностью отверг саму возможность говорить о неокантианстве, которое было всего лишь «козлом отпущения» новейшей философии при отсутствии «существующих неокантианцев», однако затем не вполне логично назвал неокантианцем самого Хайдеггера.
По другой версии, для обсуждения было предложено четыре пункта: хайдеггеровская интерпретация Канта и критика Кассирером «роли» пространственности, языка и смерти в творчестве Хайдеггера. После этого Кассирер задал Хайдеггеру вопрос: «Что такое неокантианство?».
Вопросы Артура Штейна отсутствуют в протоколе, подготовленном Больновым и Риттером и опубликованном в полном собрании сочинений Хайдеггера. Вайс и Мёрхен (в собрании сочинений Кассирера) в значительной степени передают их содержание. Согласно этому изданию, Штейн задал несколько вопросов об интерпретации Канта Хайдеггером, а именно о «воображении как корне восприятия и понимания» и о различиях в этом отношении по сравнению со 2-м изданием «Критики чистого разума», в котором «параллельно с отходом воображения на второй план», отмечалось «появление более практического пафоса».
Начало дискуссии позволило Хайдеггеру определить неокантианство в собственных терминах, критикуя его как простую эпистемологию естественных наук, которая не является ни метафизикой, ни онтологией. Чтобы снять общие сомнения Кассирера в обоснованности понятия неокантианства и риторический вопрос об «оппоненте», Хайдеггер вначале перечислил имена основателей неокантианских школ, наряду с Германом Когеном и Вильгельмом Виндельбандом назвав своего бывшего учителя Генриха Риккерта, затем противопоставил этим доктринам, в частности Марбургской школе, представителем которой был Кассирер, свой взгляд на кантовскую философию: «Я понимаю под неокантианством концепцию критики чистого разума, объясняющую ту часть чистого разума, которая ведёт к трансцендентальной диалектике в качестве теории познания применительно к естественным наукам». Против этого, однако, он возразил: «Кант никогда не намеревался предложить теорию естествознания. Его намерением было показать проблему метафизики как онтологии».
В своём ответе Кассирер сначала подтвердил верность Когену, но затем оговорился, что хотя он признаёт «позицию математического естествознания», она может выступать «только как образец решения», а не «как вся проблема» и распространил это утверждение на Пауля Наторпа, очевидно, имея в виду идею примата логики. Здесь, однако, он впервые попытался сделать диалог менее противоречивым и более конструктивным, снова и неявным образом ссылаясь на лекции Хайдеггера, и на соглашение «между нами», а именно на «ведущее значение продуктивного воображения для Канта», поскольку невозможно разрешить феномен символических форм, «не прослеживая его до способности продуктивного воображения». В ECN нет декларации о лояльности Когену, ответ Кассирера начинается там с согласия с Хайдеггером.

### Свобода и интеллигибельный мир
Кассирер противопоставляет проблему свободы у Канта хайдеггеровской трактовке кантовского схематизма и вытекающего из неё вопроса о конечности человека. По словам Кассирера в Давосе, проблема свободы «заключается в переходе к mundus intelligibilis (интеллигибельному миру). Это применимо к этическому, а в этическом достигается точка, которая больше не относится к конечности познающего существа, но теперь постулируется как абсолют. (…) И это перекликается с высказываниями Хайдеггера. Чрезвычайную важность схематизма невозможно переоценить. Именно в этом месте возникли самые большие недоразумения в интерпретации Канта. Но в этике он запрещает схематизм. Ибо он говорит: наши понятия свободы и т. д. — это озарения (а не знания), которые больше не могут быть схематизированы. Существует схематизм теоретического знания, но не практического разума».
Таким образом, Кассирер нацелился на ядро хайдеггеровских лекций о Канте. В Давосе склонность к «мирандольской толерантности» (Биргит Рекки), возможно, возобладала в нём. Тем не менее, позже он выразил то же самое в более резких словах, критикуя книгу Хайдеггера о Канте в 1931 году, относительно схематизма как определённого временем правила воображения. Для того, чтобы мыслить бытие (Dasein) исключительно с точки зрения временности, требовалось принять у Канта лишь то, что может быть схематизировано: «Пытаясь соотнести все „способности“ познания с „трансцендентальным воображением“ и даже проследить их до него, Хайдеггер оставляет только один уровень референции, уровень временно́го бытия (Dasein). Разница между „феноменами“ и „ноуменами“ размывается и нивелируется: всё сущее теперь принадлежит измерению времени и, следовательно, конечности. Но это убирает один из краеугольных камней, на которых держится вся структура мысли Канта и без которых она должна рухнуть. Кант нигде не защищает такой „монизм“ воображения, но настаивает на решительном и радикальном дуализме, на дуализме чувственного и умопостигаемого мира. Так как его проблема — не проблема „бытия“ и „времени“, а проблема „бытия“ и „должного“, „опыта“ и „идеи“».
Именно в этом смысле следует понимать вопрос Кассирера о том, как возможно, что человек, ограниченный условиями a priori, способен производить «вечные истины» в математике и этике, и не отрицает ли эту трансценденцию именно Хайдеггер, который рассматривает знание, разум и истину скорее «по отношению к существованию (Dasein)», а ведь «конечное существо (…) вообще не может обладать такими истинами»: «Хочет ли Хайдеггер отказаться от всей этой объективности, от этой формы абсолютности, которую Кант отстаивал в областях этики, теории, и в критике способности суждения? Хочет ли он полностью уйти в конечное бытие, или, если нет, то где для него прорыв в эту сферу? Я спрашиваю об этом, потому что действительно не понимаю».

### Хайдеггер о единстве бытия и ничто
Семистраничный ответ Хайдеггера сосредоточен на этой концепции трансцендентности как возможности перехода в интеллигибельный мир, которую он даже не отрицал: «Нельзя отрицать то, что в законе присутствует что-то такое, что выходит за сферу ощущений». «Тем не менее остаётся вопрос: какова внутренняя структура самого существования, является ли оно конечным или бесконечным? Вот вопрос, который вводит в суть проблемы. Именно в том, что выбрать для конституирования бесконечного, раскрывается характер конечного». Этот вопрос Хайдеггер обсуждал затем на основе кантовской этики, темпоральности и экзистенциальности страха в философии бытия.
Возражение Кассирера о том, что «конечность становится трансцендентной в этических сочинениях», было первоначально принято Хайдеггером. Он допустил, что «в категорическом императиве есть нечто, выходящее за пределы конечной сущности», но сразу же отказался от этого допущения: «И тем не менее сама идея „императива“ выдаёт своё внутреннее отношение к конечному существу. Даже здесь, таким образом, трансцендентное остаётся в границах конечного». Чтобы доказать это и, в то же время, доказать «конечность этики», Хайдеггер сослался на фразу Канта «разум человека автономен и самодостаточен», «он не может вырваться как в мир абсолютного и вечного, так и в мир предметов». Из этой кантианской формулировкой можно сделать вывод, что сущность практического разума в его «промежуточности».
Во втором из аргументов Кассирера в пользу свободы и трансцендентности, «вечных истин» математики, его молодой соперник смог отпраздновать «благочестие мышления», противопоставленное «философской учёности», задав вопросы, сохранить сомнения в такой уверенности: «Я задаю встречный вопрос: что на самом деле понимается здесь под „вечным“?». Однако Хайдеггер немедленно добавил эпистемологические и онтологические вопросы к изначально, казалось бы, слишком распространённому скептицизму относительно возможности определения бесконечного времени: «Не является ли это „вечное“ просто „постоянным“ в смысле времени, разве оно не возможно только благодаря внутренней трансценденции самого времени?». Благодаря этому автор бытия и времени смог комфортно уйти в область своей основной работы и повторить концепцию «горизонта времени». Понятия и выражения трансцендентальной метафизики, относящиеся к вечности, «возможны и понятны только потому, что само время обладает свойством горизонта, в котором посредством предвосхищения и припоминания я всегда обладаю горизонтом настоящего, будущего и прошлого — всеми сразу». Соответственно, необходимо «установить временность существования относительной интеллигибельности Бытия».
Для Хайдеггера размышление о существовании с точки зрения темпоральности изначально совпадает с «анализом смерти». Этот анализ (в «Бытии и времени») был предназначен только для одного, а именно: «подчеркнуть радикальную будущность существования; он не предлагался в качестве окончательного метафизического положения о сущности смерти». Соответственно, «анализ тревоги» имеет целью «подготовить вопрос: на основании какого метафизического смысла существования вообще возможно, что человек может столкнуться с таким событием, как „Небытие“?». «Только если я постигаю значение „Небытия“ или тревоги, я могу, возможно, понять „Бытие“. До тех пор, пока я не могу понять Бытие и Ничто как одно и то же, не может возникнуть вопрос о происхождении „Почему“?».

### Идеализм Кассирера
Ответ Хайдеггера на открытый вопрос о возможности интеллигибельного мира, который должен возникать из единства понимающего бытия и ничто, в протоколе внезапно прерывается тремя вопросами студента философии, личность которого не может быть идентифицирована. Как указано в протоколе, три вопроса были адресованы только Кассиреру, и только он ответил на них. Авторство этих вопросов указано только в версии протокола обсуждения, розданной участникам (напечатано у Гвидо Шнеебергера, стр. 21): «Неизвестный студент спросил о доступе к бесконечности, определении бесконечности по отношению к конечности и задаче философии в отношении тревоги».
До этого Кассирер едва ли имел возможность представить свою философию — он лишь однажды упомянул «концепцию символа» в контексте кантовского воображения. Вопрос Кассиреру о том, как «человек имеет путь к бесконечности», вряд ли мог быть понят иначе, как призыв усилить символическую активность человека, то есть «функцию формы» как тему спора, и профессор из Гамбурга ответил, что «как только существование [человека] обретает форму, человек может пережить её в виде объективированного образа (…), его опыт перерастает конечное», потому что «человек не может запросто выпрыгнуть из своей конечности в реалистически понимаемую бесконечность. Но он может и должен обладать „метабазисом“, который выводит его из непосредственности его существования в область чистой формы. Только в области таких форм человек бесконечен».
Кассирер ответил на вопрос об определении бесконечности коротко: бесконечное не определяется конечным, потому что оно обладает своим собственным значением. Отвечая на вопрос о задаче философии Кассирер высказывает своё «кредо»: «Философия может освободить человека только настолько, насколько он может быть свободен. Таким образом, она, несомненно, радикально освобождает его от страха как простого чувства. Тем не менее конечной целью является свобода в другом смысле, а именно: освободиться от всякого страха земного мира. По словам Гёте: „Werft die Angst des Irdischen von Euch!“ Такова позиция идеализма, в которой я никогда не колебался». Кассирер явно позиционировал себя на контрасте с экзистенциальной философией озабоченности и тревоги, которая вскоре стала набирать популярность.
Судя по протоколам, Хендрик Поз вмешался в дебаты в качестве модератора диалога только один раз: как лингвист он выразил сомнение, что используемые диспутантами термины «могут быть переведены на язык другого». В качестве примеров Поз назвал термины Хайдеггера: «Dasein», «бытие» (нем. das Sein), «онтическое» (нем. das Ontische) и выражение Кассирера: «функция духа по преобразованию исходного пространства в другое», что, очевидно, означало метаоснование интеллигибельного мира через символические формы.

### Хайдеггер

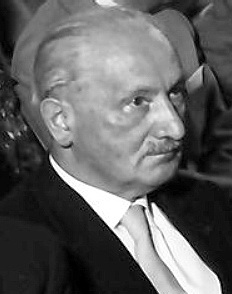
Мартин Хайдеггер

Сначала Хайдеггер вернулся к предыдущей теме, на этот раз описав философские мысли Кассирера в сравнении с его собственным онтологическим подходом: «Terminus a quo совершенно проблематично для Кассирера. Моя собственная позиция диаметрально противоположна. Для меня центральной проблемой является terminus a quo». Истоки оставались неоднозначными для Кассирера, в то время как философия Хайдеггера посвящена именно им, посредством чего возможность развития до символических форм у него видится проблематичной: «Но в равной ли мере ясно моё terminus ad querm?» Снова обращаясь к Канту, чья критическая мысль побудила самого Канта «превратить реальную почву в бездну», Хайдеггер объясняет свою концепцию Dasein не исходя из понятия «логоса», а исходя из состояния «заброшенности», полагая, что необходимо видеть смысл в «подлинном своеобразии философии» и «освободиться для конечности существования и стать составной частью брошенности в существование». Соответственно, его концепция существования несовместима с концепцией Кассирера, её нельзя даже перевести в «терминологию Кассирера». Dasein — это не просто сознание, «оно представляет собой исходное единство и структуру имманентного обязательства человека», который «будучи привязан к своему телу, посредством этого привязан к „сущему“ (нем. das Seiende) в том смысле, что существование (будучи брошенным в сущее) прорывается к нему. Такие прорывы являются в конечном счёте случайными и непредвиденными, только в редкие моменты своего существования между жизнью и смертью человек может существовать на подлинных вершинах своих собственных возможностей».
К определению Dasein, которое сегодня описывается как «экзистенциалистский пафос», и утверждению, что оно непереводимо в терминологию Кассирера, Хайдеггер добавил, что он «намеренно подчеркнул» эти различия, потому что: «игнорируя их, мы на самом деле не добьёмся многого». Соответственно, он отверг тот факт, что кантовский вопрос о том, что такое человек, можно ставить как антропологический. «Задача и призвание философской антропологии заниматься человеком не как эмпирически данной сущностью, но, укореняясь в основной проблематике самой философии, обратить его вне себя и вернуть бытию в его целостности; таким образом открывая ему, вопреки его свободе, ничтожность (нем. Nichtigkeit) его существования. Это ничтожество не повод для пессимизма или уныния. Оно помогает только осознать, что настоящая продуктивность может быть только там, где есть сопротивление, и задача философии обратить человека от пассивной (нем. faul) поглощённости продуктами духа назад к строгой суровости его судьбы».

## Финал

### Кассирер. Мосты посредничества
Несмотря на неоднократные указания Хайдеггера на то, что согласие в дебатах невозможно и нежелательно, Кассирер снова попытался в своей последней речи выделить возможность совместного мышления как глубинный смысл спора. Хотя он согласился с тем, что он тоже был «против сглаживания», цель должна состоять в том, чтобы «каждый, оставаясь на своей точке зрения, видел не только себя, но и других», для чего Кассирер обращается к «идеям философского познания», «которые Хайдеггер также признаёт». Но поскольку в этой позиции, в которой «уже стало яснее» «в чём мы расходимся», «немного можно достичь с помощью простого логического аргумента», оба спорщика должны «снова искать область согласия в наших разногласиях». «Нет нужды искать её, потому что она у нас в строгом смысле есть, так как существует обычный объективный и обычный человеческий мир, в котором индивидуальные различия не столько устранены, сколько (символически) соединены мостом от одного человека к другому».
Наконец, Кассирер метафорически призывает совместно увидеть «единство над бесконечностью различных способов речи» и, следовательно, «мир объективного духа» как «общую основу», делающую возможным общение: «Существует что-то в качестве „языка“, нечто подобное единству бесконечного многообразия языков. Это имеет решающее значение. Именно по этой причине я начинаю с объективности символических форм, потому что в них мы фактически обладаем тем, что в мысли кажется невозможным. (…) Нет иного пути от одного индивидуального существования к другому иначе как с помощью этого мира формы. Без него я бы не знал, как возможно понимание одного человека другим». После внезапного последовавшего экскурса в объективирующе-конституирующий характер кантовской «Критики чистого разума» Кассирер формулирует в качестве резюме вопрос «как возможен факт языка»; при этом он снова использует термин Dasein в его исходном смысле, как синоним к слову «индивидуум»: «Как можно понять то, что с помощью этого посредника одно индивидуальное существование (Dasein) может сообщаться с другим (Dasein)?». Только после того, как будут поставлены эти вопросы, следует переходить к проблемам Хайдеггера.

### Хайдеггер. Воля к несогласию
Отказ от «моста от человека к человеку» стал основным посланием последнего замечания Хайдеггера: «Простая передача [от человека к человеку, нем. Vermitteln] не будет продуктивной. Сущность философии как конечного дела человека состоит в том, что она ограничена конечностью человека, как никакое другое его творческое достижение». После этого отклонения неоднократно высказываемого предложения Кассирера Хайдеггер впервые обратился к аудитории в зале: «различия между философами по одной проблеме скромно намекают на то, что так важно и ясно выражено в дискуссиях в истории философии»: различие «точек зрения уходит в само основание всей философской работы».

## После симпозиума
В «Воспоминаниях об Эрнсте Кассирере» 1958 года Хендрик Поз пишет, что Хайдеггер отказался пожать руку Кассиреру после диспута, что, однако, не подтверждается ни одним из многочисленных зрителей, ни самим Кассирером . В 1932 году состоялась третья встреча двух философов — по случаю визита Кассирера во Фрайбург, когда Хайдеггер показался своему коллеге «очень непредубеждённым и весьма дружелюбным».
Примерно через месяц после Давоса Хайдеггер написал Р. Бультману, что «из этого ничего не вышло» для него: «Однако опыт ценен тем, что позволяет увидеть, насколько легко для таких людей, как Кассирер, приводить аргументы». Но я «совершил несколько хороших прогулок» с куратором Франкфуртского университета и «в целом жизнь там была сносной». Вскоре после возвращения из Давоса он написал Элизабет Блохман, что диспут там был «чрезвычайно элегантным и чересчур предупредительным», «что препятствовало приданию проблематике необходимой остроты в формулировках».
Кассирер, со своей стороны, поблагодарил Хайдеггера после завершения всех лекций «за обогащение, которое я получил от обсуждения фактов (…)». На следующий день после спора Кассирер присоединился к студентам в поездке в Зильс-им-Энгадин, чтобы посетить дом Ницше, в то время как Хайдеггер остался один.

## Значение спора: рецепция и современные трактовки
Историк философии М. Е. Соболева выделяет четыре основных пункта, по которым существовали концептуальные разногласия между Хайдеггером и Кассирером, вытекающие из различного прочтения Канта: 1) различное понимание целей и методов философии; 2) различие в понимании термина «субъект» — центрального термина философских построений сравниваемых авторов; 3) различное понимание свободы; 4) различия в категориальном понимании мира Кассирером и экзистенциальном понимании мира Хайдеггером.
По мнению А. В. Вейнмейстер, в ходе давосской дискуссии «Хайдеггер рассматривал кантовское учение как метафизику, Кассирер — как теорию познания. Хайдеггер видел сущность кантовской метафизики в усмотрении конечности человеческого познания, Кассирер видел сущность теории познания Канта в устремлении в бесконечность. Кассирер более всего ценил искусство жить в культуре, защищал работу смыслополагания. Хайдеггер хотел „настоящей почвой (метафизики) сделать бездну“, (…) в силу того, что человек, осваиваясь в созданной им самим культуре, теряет сознание своей свободы, философия должна сначала ввергнуть человека в состояние страха, а потом отбросить его назад в ту бесприютность, от которой он вновь и вновь пытается спастись посредством бегства в культуру».
В книге «Континентальный разлом: Хайдеггер, Кассирер, Давос» Питер Э. Гордон концептуально реконструирует дебаты между Хайдеггером и Кассирером, демонстрируя значение этих дебатов как точки разрыва в современной философии. По мнению П. Гордона, центральным пунктом расхождений Хайдеггера и Кассирера является характеристика положения человека: заброшенность (Хайдеггер) или спонтанность (Кассирер). Фрэнк Шалов в рецензии  на указанную книгу Гордона отмечает и важные методологические разногласия Кассирера и Хайдеггера, особенно в способе интерпретации историко-философских сюжетов. Эрик Бенгтсон и Матс Розенгрен не согласны с П. Гордоном и предлагают альтернативную трактовку идейного конфликта Кассирера и Хайдеггера. По их мнению, Кассирер также признаёт заброшенность человека в мир. Однако «основное различие между Кассирером и Хайдеггером не может заключаться в заброшенности как таковой. Основной вопрос состоит в том, как заброшенность понимается в контексте возможностей человека действовать в мире. (…) Кассирер утверждает, что человек и человечество способны коллективно и индивидуально создавать свой мир и формировать собственную судьбу; Хайдеггер считает, что такая возможность есть у немногих избранных, способных „идти против течения“ и жить аутентично».

### Комментарии
1. ↑  Социолог Готтфрид Саломон-Делатур и теолог Эберхард Гризебах в своих письмах коллегам сообщали о встрече между Кассирером и Хайдеггером как об эффектном зрелище (нем. Attraktion)[3].
2. ↑  Фотография Кассирера и Хайдеггера в Давосе, как и литературное наследие Йоахима Риттера, было приобретено Архивом немецкой литературы в Марбахе (номер папки: D20130228-004) и напечатана на обложке книги Питера Э. Гордона «Континентальный разлом»[9].
3. ↑  С точки зрения философов Марбургской школы, к которой принадлежал и Кассирер, «Критика чистого разума» Иммануила Канта является основанием критической теории познания (Erkenntsnisthorie). Хайдеггер же выступает с тезисом, что эта Критика является основанием для фундаментальной онтологии[12], основанием для анализа человеческого бытия-в-мире, анализа того сущего, которое способно вопрошать о Бытии как таковом[13].
4. ↑  Хайдеггер писал в 1973 году: «Кассирер говорил в трёх лекциях о философской антропологии, а именно о проблеме пространства, языка и смерти»[16][17].
5. ↑  Говоря о проблеме интерпретации мифического присутствия, Хайдеггер упомянул в своей книге «Бытие и время» второй том «Философии символических форм»: «…в дискуссии, которую автор имел возможность провести с Кассирером по поводу доклада Гамбургской местной группе Кантовского общества в декабре 1923 года о „Задачах и путях феноменологического исследования“, уже проявилось согласие относительно требований экзистенциальной аналитики, намеченных в названном докладе»[33].
6. ↑  Цитата из философа Джованни Пико делла Мирандола из книги: Birgit Recki: Ernst Cassirer, Goethe, Hamburg — und was wir an einer «Hamburger Ausgabe» haben[45].